# Listeriose
Listeriose é uma infecção bacteriana provocada pela Listeria monocytogenes, que é um bacilo móvel gram positivo. Outros listerias causam infecções apenas em animais.

## Causa

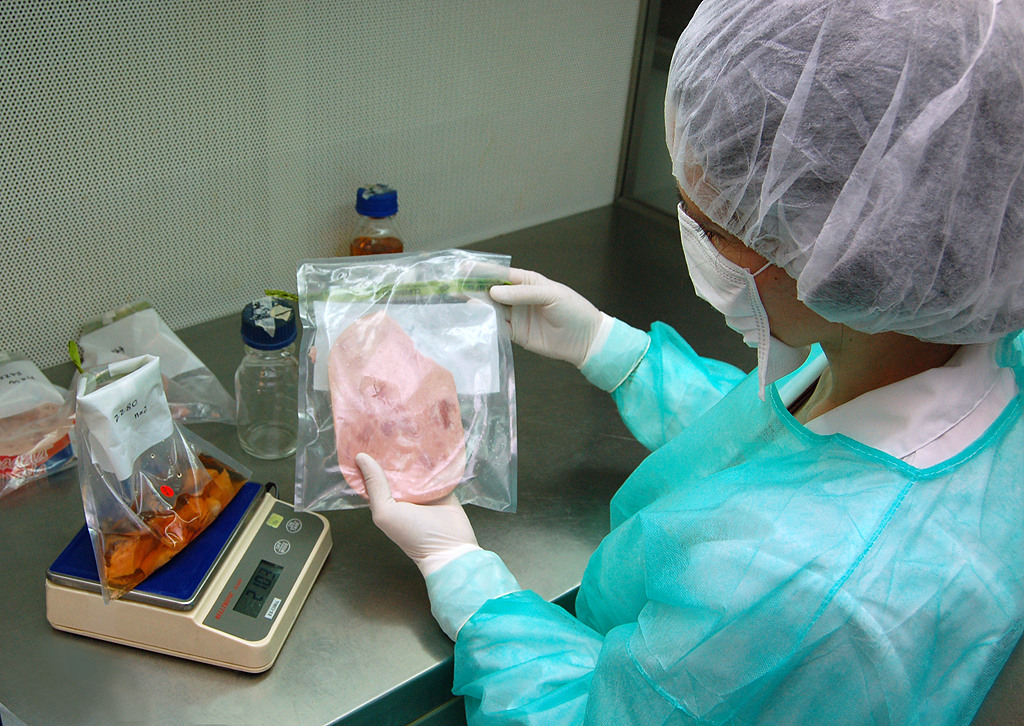
Carnes e queijos contaminados foram responsáveis pelo surto de 2009 no Chile, que resultou em 16 mortes

Listeria monocytogenes é comumente encontrado no solo e na água. Os animais domésticos e selvagens podem carregar a bactéria sem parecerem doentes. A bactéria pode ser encontrada em alimentos, tais como:
- Carnes mal cozidas (como carne mal passada, carnes finas e cachorros-quentes);
- Leite não pasteurizado, bem como seus derivados (especialmente queijos macios);
- Frutos do mar defumados;
- Frutos e vegetais irrigados com água contaminada ou fertilizado com fezes de animais infectados.

A bactéria morre se o alimento é bem cozido. Vegetais e frutas devem ser bem lavados. Pessoas saudáveis raramente ficam doentes. Pode crescer e espalhar dentro da geladeira a outros alimentos.
O período de incubação varia de 3 a 70 dias. Pode ser encontrado em patês de origem animal, cachorro-quente, carnes finas, queijos frescos Feta, Brie, Camemberte e outros alimentos prontos para consumo. Pode ser evitado cozinhando bem os alimentos.

### Grupos vulneráveis
Afeta principalmente recém nascidos, grávidas, em idosos e pessoas com imunidade baixa. Pode passar de mãe para o feto através da placenta e causar aborto, nascimento prematuro ou resultar natimorto.

## Sinais e sintomas

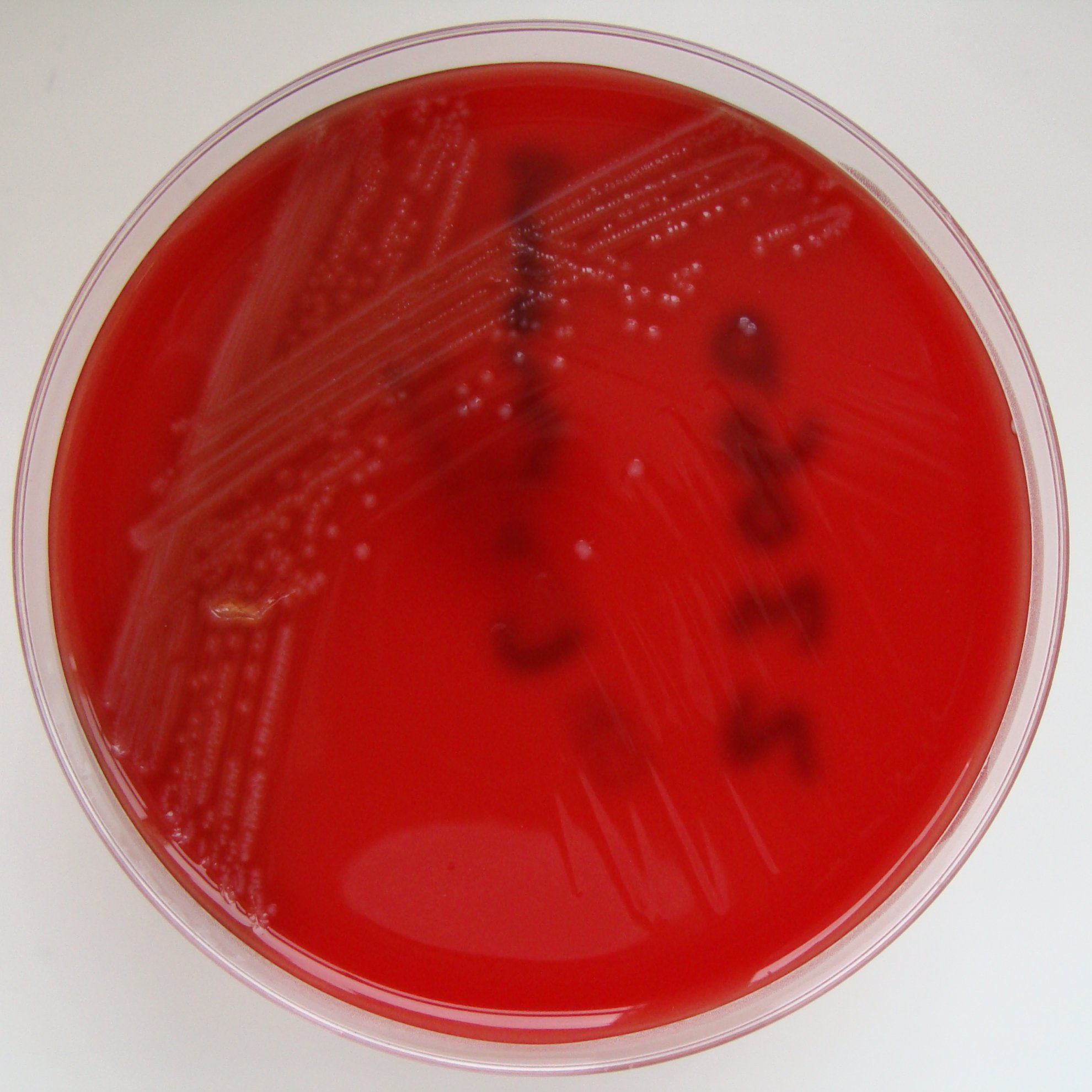
Pode ser diagnosticado em cultura feita a partir de uma amostra de sangue ou de líquido cefalorraquídeo

Em pessoas saudáveis que consomem alimentos contaminados causa apenas uma infecção alimentar leve poucos dias após o consumo do alimento infectado. Os sintomas gastrointestinais incluem:
- Febre;
- Dor muscular;
- Náusea;
- Diarreia;

Por outro lado, se a infecção atinge o cérebro ou meninges causa:
- Dor de cabeça;
- Torcicolo;
- Confusão mental;
- Tontura;
- Sensibilidade a luz;
- Convulsões.

Durante a gravidez, além dos sintomas já listados também causa:
- Perda de apetite;
- Irritabilidade;
- Vômitos;
- Fatiga;
- Parto prematuro;
- Infecção do feto e natimorto;

Outras formas de infecção
- Infecção do coração (endocardite)
- Infecção do líquido cerebrospinal e meninges (meningite)
- Infecção pulmonar (pneumonia)
- Infecção sanguínea (septicemia)
- Infecção ocular (conjuntivite)
- Infecção da pele (dermatite)
- Infecção de tecido conjuntivo purulenta (abcesso)

## Epidemiologia
Ocorreram vários surtos nos EUA e Canadá entre 1998 e 2011. Nos EUA, cerca de 1600 casos são diagnosticados e resultaram e causam 260 mortes por ano. Quando uma mulher grávida é infectada a mortalidade do feto é de 20 a 30%. Na Europa a incidência é de 2 a 5 casos para cada milhão de habitantes.
Apesar de casos de meningites e abortos por listeriose já terem sido identificados no Brasil, a doença segue sub-diagnosticada e sub-notificada. Em estudo de Porto Alegre de 10 placentas de aborto e partos prematuros 50% foram por listeriose. Parece ser mais comum no Sul e Sudeste, por seus hábitos alimentares, ou pode ser apenas mais diagnosticado nessas regiões e não notificado nas outras.

## Tratamento
Caso o paciente seja vulnerável é tratado com antibióticos, como ampicilina ou trimetoprim com sulfametoxazol, sendo que as doses e combinações de medicamentos variam dependendo do local afetado. Pessoas saudáveis com problemas gástricos não precisam de tratamento antibiótico, os sintomas desaparecem em poucas semanas. Em caso de endocardite, pode-se administrar-se uma penicilina associada com tobramicina. Conjuntivites podem ser tratadas com eritromicina.A penicilina geralmente cura a listeriose. Se a infecção tiver afectado as válvulas cardíacas, pode também administrar-se um segundo antibiótico, como a tobramicina. As infecções oculares também podem ser tratadas com eritromicina oral.